# Ashley A. Woods
Ashley A. Woods (Chicago, 15 de octubre de 1985) es una dibujante de cómics estadounidense, conocida por su trabajo en las series Tomb Raider, Niobe y Ladycastle.

## Primeros años
Woods nació y se crio en Chicago, Ilinois y desarrolló un interés temprano por el anime, las películas, los cómics y los videojuegos a una edad temprana. Su personaje favorito era Sailor Moon, junto con videojuegos como Final Fantasy, Resident Evil, Pandemonium!, Super Mario World, Sonic the Hedgehog y Mega Man. Decidió seguir una educación artística cuando tenía 15 años y asistió a la Academia Internacional de Diseño y Tecnología, recibiendo su título en Cine y Animación en 2007. Después de graduarse, presentó su trabajo en exposiciones de galerías en todo Estados Unidos y la Universidad de Kioto en Kioto, Japón antes de decidir aprovechar los contactos que había hecho en el circuito de exhibiciones de Comic-Con y en reuniones en locales de profesionales de la industria.

## Carrera
Inspirada en la combinación de temas militares y de fantasía, Woods creó, escribió e ilustró completamente su cómic de acción y fantasía, "Millennia War", durante su último año de secundaria y primer año de universidad, y publicó por sí misma el primer número de la serie en marzo de 2006. La serie tiene actualmente siete números y una novela gráfica. En 2015, su pieza, "Retrato de familia", fue el trabajo de apertura de APB:Artistas contra la brutalidad policial, una antología de cómics financiada por micromecenazgo que benefició a la Innocence Project. Su primer trabajo profesional llegó en 2015, cuando comenzó a trabajar con Sebastian A. Jones y Amandla Stenberg en la serie Niobe: She is Life después de conocerlos en el Black Comic Arts Festival en San Francisco, California, seis meses antes.
En 2016, comenzó a ilustrar la serie limitada de cuatro números Ladycastle para Boom! Studios. Publicada durante la primera mitad de 2017, la serie atrajo la atención popular, lo que llevó a SyFy a llamar a Woods un "artista emergente".
Dark Horse Comics contrató a Woods para dibujar la serie limitada de cuatro números Tomb Raider: Survivor's Crusade, publicada de noviembre de 2017 a febrero de 2018. Esta serie fue particularmente satisfactoria para Woods, que ya era fanática de los juegos de Tomb Raider.
Luego diseñó portadas para los títulos de Image Comics, "Bitter Root" y "Excellence" y Marvel Comics, Shuri. Posteriormente trabajó en el programa Lovecraft Country, basada en la novela de drama y terror de Matt Ruff. Su último trabajo se puede ver en el cómic vikingo, "Heathen", con Vault Comics, que también tiene una película en desarrollo.